# Municipio de Plymouth (Iowa)
El municipio de Plymouth (en inglés: Plymouth Township) es un municipio ubicado en el condado de Plymouth en el estado estadounidense de Iowa. En el año 2010 tenía una población de 1023 habitantes y una densidad poblacional de 11,08 personas por km².

## Geografía
El municipio de Plymouth se encuentra ubicado en las coordenadas 42°41′31″N 96°16′19″O / 42.69194, -96.27194. Según la Oficina del Censo de los Estados Unidos, el municipio tiene una superficie total de 92.34 km², de la cual 92,32 km² corresponden a tierra firme y (0,02 %) 0,02 km² es agua.

## Demografía
Según el censo de 2010, había 1023 personas residiendo en el municipio de Plymouth. La densidad de población era de 11,08 hab./km². De los 1023 habitantes, el municipio de Plymouth estaba compuesto por el 97,95 % blancos, el 0,49 % eran amerindios, el 0,39 % eran asiáticos, el 0,39 % eran de otras razas y el 0,78 % eran de una mezcla de razas. Del total de la población el 1,08 % eran hispanos o latinos de cualquier raza.